# Laganskij rajon
Il Laganskij rajon (in russo Лаганский район?) è un municipal'nyj rajon della Repubblica autonoma di Calmucchia, nella Russia europea. Istituito nel 1935, occupa una superficie di 4.685 chilometri quadrati, ha come capoluogo Lagan' e ospita una popolazione di circa 19.625 abitanti.